# Pipit africain
Anthus cinnamomeus
Espèce
Statut de conservation UICN

LC : Préoccupation mineure
Le Pipit africain (Anthus cinnamomeus) est une espèce africaine de passereaux de la famille des Motacillidae.

## Répartition
Cet oiseau se rencontre à travers l'Afrique subsaharienne notamment l'Afrique orientale et australe (rare en Afrique équatoriale et la corne de l'Afrique) ainsi que l'Ouest du Yémen.

## Liste des sous-espèces
Selon la classification de référence du Congrès ornithologique international (15.1, 2025) il se répartit en 15 sous-espèces :
- A. c. lynesi Bannerman & Bates, 1926 — Cameroun, centre du Tchad et Darfour ;
- A. c. camaroonensis Shelley, 1900 — mont Manengouba et mont Cameroun ;
- A. c. stabilis Clancey, 1986 — Soudan et Soudan du Sud ;
- A. c. cinnamomeus Rüppell, 1840 — hauts plateaux éthiopiens ;
- A. c. eximius Clancey, 1986 — sud-ouest de la péninsule arabique ;
- A. c. annae Meinertzhagen, 1921 — corne de l'Afrique et littoral tanzanien ;
- A. c. itombwensis Prigogine, 1982 — monts Itombwe ;
- A. c. lacuum Meinertzhagen, 1920 — sud-est de l'Ouganda, Kenya et Tanzanie ;
- A. c. winterbottomi Clancey, 1985 — nord-est de la Zambie, sud de la Tanzanie, nord du Malawi et du Mozambique ;
- A. c. lichenya Vincent, 1933 — de l'Angola à l'ouest de l'Ouganda, Malawi et Zimbabwe ;
- A. c. spurium Clancey, 1951 — du nord-est de la Namibie au sud du Mozambique ;
- A. c. bocagii Nicholson, 1884 — de l'ouest de l'Angola à l'ouest de l'Afrique du Sud ;
- A. c. grotei Niethammer, 1957 — nord de la Namibie et du Botswana ;
- A. c. rufuloides Roberts, 1936 — Afrique du Sud, Eswatini et Lesotho ;
- A. c. latistriatus Jackson, 1899 — monts Kabobo.

## Taxinomie
Le nom valide complet (avec auteur) de ce taxon est Anthus cinnamomeus Rüppell, 1840.
Ce taxon porte en français le nom vernaculaire ou normalisé suivant : Pipit africain.